# A Tale of Two Cities (musical)
A Tale of Two Cities è un musical con libretto, musiche e testi delle canzoni di Jill Santoriello, basato sull'omonimo romanzo del 1859 di Charles Dickens.
Dopo i provini nell'ottobre e nel novembre 2007 all'Asolo Repertory Theatre di Sarasota, in Florida, lo spettacolo ha debuttato in anteprima all'Al Hirschfeld Theatre il 19 agosto 2008, e il 18 settembre a Broadway; la produzione si è conclusa il 9 novembre 2008, dopo 60 spettacoli e 33 anteprime. A Tale of Two Cities ha ricevuto nel 2009 la nomination all'Outer Critics Circle Award come Outstanding New Musical per la produzione di Broadway. Sempre nel 2009 James Barbour ha ricevuto una nomination al Drama Desk Award per la sua interpretazione di Sydney Carton.

## Produzione
Santoriello cominciò a lavorare alle musiche già a partire dalla fine degli anni '80. Nel 1994 all'Hilbert Circle Theatre di Indianapolis produsse con il fratello, l'attore Alex Santoriello, uno spettacolo-concerto in cui era già possibile ascoltare molte delle canzoni del musical; Richard Kiley vi partecipò come narratore. Nel 1999 i produttori Barbara Russell e Ron Sharpe acquistarono i diritti dello spettacolo con l'intenzione di portarlo a Broadway e, insieme a Santoriello, iniziarono a sviluppare la sceneggiatura, producendo un concept album dello spettacolo. La registrazione, completata nel 2002, comprendeva Alex Santoriello come Dr. Manette / Sydney Carton, Christiane Noll come Lucie Manette, Nick Wyman come John Barsad, Craig Bennett come Jerry Cruncher e Natalie Toro come Madame Defarge .
Tale è stato successivamente presentato il 19 e 20 agosto 2004, quando fu organizzato anche un workshop reading solo su invito nella speranza di trovare più sostenitori. La produzione andò in scena al Little Shubert Theatre di New York City; per ciascuno spettacolo furono invitati 100 fan. Fra gli interpreti James Barbour come Sydney Carton, Jenny Powers come Lucie Manette, Gary Morris come Alexandre Manette, Gavin Creel come Darnay, Alex Santoriello come Ernest Defarge, Michelle Dawson come Mme. DeFarge e Billy Gilman nei panni del giovane fratello di Defarge.
Alla fine del 2005, Santoriello e i produttori annunciarono le date per dei provini a Chicago, con l'intenzione di presentarsi a Broadway per la primavera del 2006. Tuttavia, i cambi di regia e i fondi insufficienti, dovuti all'abbandono del progetto da parte di un produttore, posticiparono ulteriormente la produzione.
Lo spettacolo fu presentato l'anno successivo all'Asolo Repertory Theatre di Sarasota, in Florida, per le prove pre-Broadway; qui, Tale registrò il tutto esaurito e vinse dieci Sarasota Magazine Awards (fra cui "Best Musical") su dodici nomination. Il cast comprendeva Barbour nei panni di Carton, Derek Keeling nei panni di Charles Darnay e Jessica Rush nei panni di Lucie, con Natalie Toro nei panni di Madame DeFarge. Nella troupe anche Michael Donald Edwards come regista, Warren Carlyle come coreografo, Tony Walton (scenografia), David Zinn (costumi) e Richard Pilbrow (luci). La ricezione critica fu abbastanza mista.
Il musical ha successivamente debuttato a Broadway al Teatro Al Hirschfeld, con anteprime a partire dal 19 agosto 2008 e apertura ufficiale il 18 settembre. Le critiche furono perlopiù negative, con alcune eccezioni nell'Huffington Post, nel Connecticut Post e nelle stazioni radio WGCH e WMNR. Il 15 settembre, tre giorni prima della première, il mercato azionario statunitense aveva subito un brusco calo, determinando un crollo degli incassi in tutti i botteghini di Broadway. Nonostante ciò, Tale inizialmente registrò dei buoni incassi anche se, con il peggioramento dell'economia, lo spettacolo perse molto denaro chiudendo definitivamente il 9 novembre 2008 (un annuncio precedente aveva programmato la chiusura per il 16 novembre).
Nel 2009, Samuel French, Inc. ha acquisito le azioni e i diritti amatoriali dello spettacolo. Le prime produzioni si sono svolte al Cherry Hill Township Summer Theatre nell'estate del 2009 e al Cirillo Summer Theatre a Windsor, nel 2010, con la regia di Susan J. Vinick. Per queste produzioni, Santoriello aveva predisposto del materiale di produzione, inclusa una partitura vocale completa, in auto dei futuri gruppi teatrali. Santoriello ha partecipato alla produzione insieme al produttore esecutivo, Ron Sharpe, e ad altri produttori di Broadway.
Dal 16 febbraio al 9 aprile 2011, l'Hale Center Theatre di Salt Lake City ha prodotto il musical, che per la prima volta veniva visto nella regione. Sia Santoriello che il produttore principale della produzione di New York vi hanno assistito e si sono dichiarati colpiti dalla qualità del cast e della produzione, in particolare dell'esclusiva scenografia teatrale a tutto tondo progettata da Kacey Udy.
Nel maggio 2011, il Principia College nell'Illinois è stato il primo college ad eseguire il musical di Santoriello.
Nell'agosto 2012, il musical è stato tradotto in lingua coreana, con 56 esibizioni della produzione alla Chung Mu Arts Hall di Seul, in Corea del Sud. La produzione ha ricevuto 9 nomination al Korea Musical Award, tra cui Miglior Musical straniero.
Il 21 ottobre 2012, la première in lingua tedesca è stata eseguita dal "Freies Musical Ensemble" a Münster, in Germania, contando 12 spettacoli in totale.
Dopo un programma intensivo di 2 settimane, il gruppo giovanile canadese "The Singer's Theatre" ha eseguito la première canadese dello spettacolo il 16 agosto 2013 a Kitchener, nell'Ontario.
La prima giapponese è stata presentata da Toho nell'estate del 2013 a Tokyo.
La prima produzione del musical in Pennsylvania è stata messa in scena alla Notre Dame High School di Easton nell'aprile del 2015, ottenendo sei nomination ai Freddy Awards.
Il 19 e il 20 ottobre 2018, per festeggiare il decimo anniversario dalla prima di Broadway, i membri del cast originale si sono riuniti per un concerto al Birdland, un jazz club di New York. I posti per i due concerti annunciati si esaurirono subito; anche gli ulteriori due spettacoli che furono programmati finirono con il tutto esaurito. Fra i presenti, molti dei produttori originali e lo scenografo dello spettacolo Tony Walton. A riprendere i loro ruoli originali, James Barbour, Brandi Burkhardt, Natalie Toro, Nick Wyman, Craig Bennett, J. Mark McVey, Kevin Greene, Rob Richardson, Rebecca Robbins, Les Minski, Eric Van Tielen, Dan Petrotta, Drew Aber, Jennifer Evans, Alison Walla, Mollie Vogt-Welch e Walter Winston O'Neill.

## Trama

### Prologo
Il musical si apre con Lucie Manette da bambina mentre viaggia dalla Francia all'Inghilterra per trasferirsi a casa della signorina Pross (la tata della defunta madre di Lucie); la accompagna il signor Jarvis Lorry, un impiegato della Tellson's Bank. Passano gli anni e il signor Lorry torna a casa Pross per dire a Lucie, ormai adulta, che suo padre, il dottor Alex Manette, è stato trovato vivo alla Bastiglia dopo 17 anni (Prologue: The Shadows of the Night).

### Atto I
Francia. Alex Manette, Lucie e Lorry si preparano a salpare per l'Inghilterra e, durante la traversata, fanno la conoscenza di Charles Darnay.  All'arrivo, Darnay viene arrestato perché in possesso di documenti che rivelano la posizione delle truppe britanniche. Successivamente si scopre che le carte erano state lasciate cadere da John Barsad, scagnozzo dello zio di Darnay, il marchese St. Evermonde (Dover). Lucie chiede al signor Lorry di trovare un avvocato per difendere Darnay, che era stato molto gentile nei confronti suoi e del padre, e Lorry accetta.
I tre si rivolgono quindi allo studio legale di Stryver e Sydney Carton - che si presenta chiaramente ubriaco (The Way It Ought to Be - London). Carton, con l'aiuto dell'amico rapinatore Jerry Cruncher, decide di ricattare Barsad, cercandolo in diverse taverne del posto(No Honest Way). Il giorno successivo inizia il processo (The Trial). Darnay viene assolto dopo che il testimone ammette che chiunque avrebbe potuto essere l'uomo con quei documenti.
Darnay porta Sydney e Stryver a festeggiare in una taverna che Sydney chiama "casa" (Round and Round). Dopo che Darnay viene insultato da Sydney e se ne va, Sydney riflette sul perché si sia comportato in questo modo (Reflection).
Mesi dopo, Darnay desidera la mano di Lucie e chiede prima il permesso di suo padre (The Promise). Alla vigilia di Natale, Lucie cerca di convincere Sydney a cenare con lei e suo padre, ma lui rifiuta; per bontà, lo invita a cena la sera seguente, offerta che lui è obbligato ad accettare. Risvegliato dalla sua gentilezza, Sydney si rende conto di cosa gli sia mancato nella vita (I Can't Recall).
Il giorno dopo, Darnay chiede a Lucie di sposarlo e lei accetta (Now at Last). Sydney arriva e Lucie gli fa il suo regalo: una sciarpa. Sydney chiede a Lucie di chiudere gli occhi e la bacia. Sconvolta, Lucie lo informa che il signor Darnay le ha chiesto la mano in matrimonio. Sydney se ne va e riflette sulla vita che ora non può raggiungere, e sul matrimonio di Darnay e Lucie insieme (If Dreams Came True).
L'azione si sposta quindi in Francia, dove il re dovrebbe passare in carrozza davanti all'enoteca di Defarge. Molti bambini si trovano nei pressi della strada per l'evento. Uno, il figlio di un uomo di nome Gaspard, viene ucciso al passaggio della carrozza del marchese St. Evremonde. Madame Defarge esprime disgusto per la morte che il marchese ha causato e sollecita Gaspard ad ucciderlo (Out of Sight Out of Mind). Gaspard segue il marchese e lo uccide.
Darnay riceve una lettera da Gabelle, un ex domestico ingiustamente imprigionato in Francia, e decide di partire per liberarlo davanti al tribunale (Gabelle's Letter/I Always Knew). Una sera Stryver e Sydney visitano la famiglia Manet e Stryver racconta degli omicidi e di altri sviluppi. Durante la loro visita, Sydney accetta di aiutare a mettere a letto la piccola Lucie, figlia di Darney e Lucie (Now I Lay Me Down To Sleep). Nel frattempo, si tiene il funerale per il figlio di Gaspard (Little One), dove gli ufficiali vengono ad arrestare Gaspard per omicidio; Ernest Defarge gli dice di non andare e la rivoluzione inizia (Until Tomorrow). Nel frattempo, Darnay viene arrestato quando si scopre che è il nipote del marchese. Lucie, a cui Darney aveva tenute nascoste la partenza e la sua vera identità, è devastata dalla notizia e si rivolge a Sydney.

### Atto II
Il secondo atto si apre con l'assalto alla Bastiglia. I Defarge trovano gli appunti lasciati dal dottor Manette nella sua cella anni prima. Il popolo di Parigi è ancora insoddisfatto dopo la caduta della prigione (Everything Stays the Same).
Darnay viene processato in quanto membro dell'aristocrazia. Al suo processo, Madame Defarge legge le accuse del dottor Manette contro il marchese St. Evremonde e suo fratello, che è il padre di Charles. Alla fine del suo diario, Manette condanna loro e tutti i loro discendenti. Ma sempre Manette si lancia in una difesa di  Darnay, sottolineando che lui non assomiglia per niente a suo padre e suo zio, e aggiungendo che l'esecuzione di Darnay avrebbe inflitto un ulteriore fardello a lui e Lucie, che aveva sofferto così tanto durante la sua prigionia. La richiesta di Manette viene respinta e Darnay viene condannato a morte (The Tale).
Lucie è depressa per la partenza senza motivo di Darney. Sydney all'inizio è tentato dal rubarla al marito, ma si rende conto che la cosa giusta da fare è aiutare Darnay (If Dreams Came True [Reprise]). Lucie desidera morire con suo marito, ma si rende conto che questo potrebbe mettere sua figlia nella stessa posizione in cui si trovava lei stessa da bambina. Giura di salvare sia il marito che la famiglia, ma continua a chiedersi perché Darnay sia partito per la Francia senza dirglielo (Without a Word).
Sydney prende accordi con la sua vecchia conoscenza Barsad per farlo entrare nella prigione in cui è detenuto Darnay (The Bluff). Rendendosi conto, però, che non può semplicemente scappare con Darnay, Sydney escogita un piano per salvarlo, e per consentire alla piccola Lucie di riavere suo padre e una vita felice (Let Her Be a Child).
Giunto nella cella di Darney, dopo aver negato di amare Lucie, Sydney scambia i vestiti con Darnay e lo droga, con sorpresa di Barsad. Barsad consegna lCharles alla Telson's Bank, dove la sua famiglia lo sta aspettando. Barsand consegna una lettera di Sydney a Lucie, dove spiega ciò che ha fatto e le dichiara ancora una volta quanto lei abbia significato per lui più di ogni altra cosa in tutta la sua vita (The Letter).
Piena di tristezza per il destino di Sydney e di gioia per l'opportunità di continuare la sua vita con Charles, Lucie cerca di lasciare rapidamente la Francia con la sua famiglia. Madame Defarge arriva, armata, e giura di non poter lasciare scappare nessuno della famiglia Evremonde. Lei e la signorina Pross lottano per la pistola, e Madame Defrage viene uccisa. Ernest viene a sapere della morte di Madame e interrompe la massiccia caccia agli Evremonde per avere l'opportunità di piangere sua moglie (Defarge Goodbye - Lament).
Sulla strada per la forca, un'amichevole e innocente sarta si rende conto che Sydney non è Darnay, con il quale era stata imprigionata. Tuttavia, invece di tradirlo, lei lo chiama un angelo e i due si consolano a vicenda. Quando viene chiamata alla ghigliottina, Sydney la saluta definitivamente. Lui è il prossimo e mentre sale le scale, si rende conto del bene che ha fatto per la donna che gli ha aperto gli occhi a tanto amore (Finale - I Can't Recall [Reprise]).

## Numeri musicali
Atto I
- Prologue: The Shadows of the Night  – Alexandre Manette and Lucie Manette
- The Way It Ought to Be  – Madame Therese Defarge, Ernest Defarge and Men and Women of Paris
- You'll Never Be Alone – Dr. Manette and Lucie
- Argument – Marquis St. Evremonde and Charles Darnay
- Dover – Miss Pross, Jerry Cruncher and Sailors
- The Way It Ought to Be – Sydney Carton
- No Honest Way — John Barsad, Jerry, Sydney Carton and Scoundrels
- The Trial — Attorney General, Stryver, Jerry, Barsad, Sydney and Crowd
- Round and Round — Tavern Folk
- Reflection — Sydney
- The Way It Ought to Be (Reprise) — Madame
- Letter From Uncle — Marquis
- The Promise — Dr. Manette and Charles
- I Can't Recall — Sydney
- Resurrection Man — Jerry and Cronies
- Now at Last — Charles and Lucie
- If Dreams Came True — Charles and Sydney
- Out of Sight, Out of Mind — Madame
- I Always Knew — Gabelle and Charles
- Little One — Gaspard, Little Lucie, Sydney, Ernest and Men
- Until Tomorrow — Ernest, Madame, Sydney and Men and Women of Paris

Atto II
- Everything Stays the Same — Madame, Ernest and Men and Women of Paris
- No Honest Way (Reprise) — Barsad
- The Tale — Madame, Dr. Manette, Young Man, Marquis and Crowd
- If Dreams Came True (Reprise) — Sydney
- Without a Word  √ — Charles and Lucie
- The Bluff — Sydney and Barsad
- Let Her Be a Child — Sydney, Little Lucie and Charles
- The Letter — Sydney
- Lament — Ernest
- Finale: I Can't Recall — Seamstress, Sydney and Men and Women of Paris

√ Sostituita con la canzone di Frank Wildhorn "Never Say Goodbye" per il concerto di Brighton.
Cambiamenti delle canzoni
- Prologue: The Shadows of the Night è stato cambiato durante le anteprime. Mentre originariamente il dottor Manette cantava sulle sue lettere, alla fine veniva semplicemente tirato giù dal palco da due guardie. La versione della serata di apertura presentava solo Lucie.
- Resurrection Man è stato tagliato dopo diverse anteprime e non è stato presentato per la performance della serata di apertura.
- Let Her Be a Child è stato riportato alla sua versione originale durante le anteprime, senza Charles Darnay.

## Premi e nomination
Drama Desk Award (2009)
- Outstanding Actor in a Musical (Nomination) - James Barbour
- Outstanding Orchestrations (Nomination) - Edward B. Kessel
- Outstanding Lighting Design in a Musical (Nomination) - Richard Pilbrow

Outer Critics Circle Award (2009)
- Outstanding New Musical (Nomination)
- Outstanding Actor in a Musical (Nomination) - James Barbour

Drama League Award (2009)
- Distinguished Performance by a Leading Actor - James Barbour

Sarasota Magazine Theatre Awards (2008)
- Best Musical
- Best Costume Design - David Zinn
- Best Set Design - Tony Walton
- Best Lighting Design - Richard Pilbrow
- Best Music Direction - Jerry Steichen
- Best Choreography - Warren Carlyle
- Best Direction - Michael Donald Edwards
- Best Supporting Actress - Natalie Toro
- Best Supporting Actor - Nick Wyman
- Best Actor (Pareggio) - James Barbour
- Best Actress (Nomination) - Jessica Rush
- Best Supporting Actor (Nomination) - Joe Cassidy

Florida's Curtain Call Awards (2008)
- Best Musical
- Best Featured Actor in a Musical - Nick Wyman

BroadwayWorld Fan-Choice Awards (2009)
- Best Featured Actress in a Musical (Nomination) - Natalie Toro
- Best Leading Actor in a Musical (Nomination) - James Barbour
- Best Leading Actress in a Musical (Nomination) - Brandi Burkhardt
- Best Lighting Design (Nomination) - Richard Pilbrow
- Best Costume Design (Nomination) - David Zinn
- Best Orchestrations (Nomination) - Edward B. Kessel
- Best Scenic Design (Nomination) - Tony Walton

## Registrazioni
Nel 2002, i produttori esecutivi Sharpe & Russell hanno pubblicato un concept recording, con Alex Santoriello nei panni di Sydney (e Dr. Mannette), Christiane Noll come Lucie, J. Mark McVey come Ernest DeFarge e Natalie Toro come Madame DeFarge.
A Tale of Two Cities: In Concert, con James Barbour, Brandi Burkhardt, Natalie Toro e Kevin Earley della compagnia di Broadway, e diversi altri ensemble americani e britannici, è andato in onda in televisione sulla PBS nel dicembre 2009. Con lo stesso cast fu anche registrato un International Studio Cast of A Tale of Two Cities.